# Vama Veche
Vama Veche (noms històrics: Ilanlâk, Ilanlâc, turc: Ilanlık) és un poble de la província de Constanța, Romania, a la costa del Mar Negre, a prop de la frontera amb Bulgària, a 28,57 E de longitud, 43,75 N de latitud nord. Forma part de la comuna de Limanu i el 2002 tenia 178 habitants.

## Història
Va ser fundada el 1811 per unes quantes famílies gagauzes, que originalment rebien el nom de "Ilanlîk". El seu nom actual significa literalment "antigues duanes", que es deia així al sud de la Dobruja (el Cadrilater) que havia estat inclòs a Romania el 1913. No obstant això, el 1940, aquesta regió va ser transferida a Bulgària, i des de llavors el poble es troba a prop de la frontera., però el nom es va quedar atrapat.
Fins i tot a la Romania comunista, Vama Veche tenia la reputació d'una destinació turística no tradicional, que només ha crescut des de la Revolució Romanesa de 1989. Durant l'era comunista, la preocupació per les línies de visites de patrulla fronterera va estalviar a Vama Veche el desenvolupament que es va produir en altres romanesos. Estacions del Mar Negre. Es va convertir en un lloc de trobada per a intel·lectuals durant la dècada dels 70 quan estudiants i professors de la Universitat Babeș-Bolyai de Cluj Napoca passaven els estius aquí; Els allotjaments consistien en tendes o habitacions llogades a pagesos o pescadors. L'estiu de 1988, l'esposa del dictador Nicolae Ceaușescu (Elena Ceaușescu) va descobrir el poble quan es dirigia a Bulgària i va decidir enderrocar-lo tal com li semblava a la seva pobra i inestètica. Algunes de les cases, una escola i una església van ser destruïdes, però gràcies a la revolució romanesa del 89, el poble va escapar de la demolició completa. Alison Mutler, Romanians Fight Over Future of Nude Beach, Associated Press, 21 d'agost de 2003. Originalment al lloc de Human Rights Watch, arxivat a Internet Archive el 20 de febrer de 2006. Tot i que teòricament no està permès acampar, fins avui, molts visitants o semi -els residents permanents encara es queden en tendes de campanya a la platja.

## Evolució recent
Famosa per la seva platja nudista, des de finals dels anys noranta Vama Veche ha experimentat el desenvolupament i la gentrificació, cosa que ha conduït a una campanya "Save Vama Veche" que fa pressió per a la conservació del medi ambient de la zona i per aturar el desenvolupament i el turisme massiu. [2] El nudisme encara és freqüent a la platja actualment, especialment a la part nord on acaba la platja i la zona està menys concorreguda. [3] Una part important de la campanya "Save Vama Veche" és la fundació del festival musical Stufstock el 2003. Tant la campanya "Save Vama Veche" com el Festival Stufstock van ser iniciats per l'ONG "Association for the Conservation of Bio-Cultural Protected Areas". El festival d'agost del 2003 va atreure una multitud de prop de 10.000 persones. L'edició del 2004 va aplegar unes 20.000 persones. El Stufstock del 2005 va atreure una xifra rècord de 40.000 persones, formada principalment per rockers, bohemis, punkers i gots.